# GNU nano
En informática, nano (oficialmente GNU nano) es un editor de texto para sistemas Unix basado en curses. Es un clon de Pico, el editor del cliente de correo electrónico Pine. nano trata de emular la funcionalidad y la interfaz de fácil manejo de Pico, pero sin la integración con Pine.
Liberado bajo los términos de la GNU General Public License, nano es software libre. Con la liberación de la versión 2.0.7 la licencia se cambió de GPLv2 a GPLv3.

## Historia
nano fue inicialmente creado en 1999 bajo el nombre TIP (TIP Isn't Pico, en español Tip no es Pico), por Chris Allegretta. Su intención era crear un reemplazo libre para Pico, ya que ni él ni Pine se distribuían bajo una licencia libre. El nombre se cambió oficialmente el 10 de enero de 2000 porque el nombre coincidía con otro programa Unix. El nombre viene de sistema de prefijos del SI, donde nano es 1000 veces mayor que pico, además del retroacrónimo "nano's another editor" (nano es otro editor) que se utiliza algunas veces. En febrero de 2001, nano pasó a ser parte oficial del Proyecto GNU.
Tiempo después, se añadieron a nano algunas características de las que Pico carecía, incluyendo texto coloreado para resaltado de sintaxis, expresiones regulares para búsqueda y reemplazo, desplazamiento vertical suave, y buffers múltiples.
El 11 de agosto de 2003, Chris Allegretta entregó oficialmente el mantenimiento de la versión inestable de nano a David Lawrence Ramsey. El 20 de diciembre de 2007, David Lawrence Ramsey cesó oficialmente de dar mantenimiento a nano.

## Teclas de control

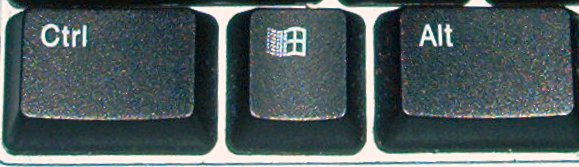
A la izquierda una tecla Control.

nano, como Pico, está orientado a un manejo desde teclado específicamente a combinaciones de la tecla Control. Por ejemplo, Control-O guarda el archivo actual y Control-W abre el menú de búsqueda. La barra de accesos directos de nano tiene dos filas colocadas en la parte baja de la pantalla, que lista algunos de los comandos disponibles en función del contexto. Para ver una lista completa basta con presionar Control-G y se obtiene una pantalla de ayuda.
A diferencia de Pico, nano utiliza metateclas para modificar su comportamiento. Por ejemplo, Meta-S permite alternar entre activar el desplazamiento vertical suave y desactivarlo. Casi todas las características que se pueden indicar desde la línea de comandos pueden ser modificados dinámicamente.